# Zed
Zed, egentligen Zmago Smon, är en musikproducent som har arbetat med den svenska rockgruppen Kent. Han har producerat skivorna Isola (1997), Hagnesta Hill (1999) och Vapen & ammunition (2002). Inför Vapen & ammunition blev Zed sjukskriven på grund av utbrändhet; därför producerade Kent merparten av det albumet själva med hjälp av Martin von Schmalensee.